# Megaselia similis
Megaselia similis är en tvåvingeart som först beskrevs av Silva Figueroa 1916.  Megaselia similis ingår i släktet Megaselia och familjen puckelflugor. Inga underarter finns listade i Catalogue of Life.